# Vittorio Allievi
Vittorio Allievi (Seregno, 10 dicembre 1962) è un ex ginnasta italiano.

## Biografia
Ai Giochi del Mediterraneo di Casablanca 1983 si è aggiudicato l'oro nel cavallo con maniglie, l'argento nel concorso a squadre e il bronzo nel corpo libero.
Ha rappresentato la Italia ai Giochi olimpici estivi di Los Angeles 1984 concludendo ventiseiesimo nel concorso generale individuale.
Ai mondiali di Montréal 1985 ha ottenuto l'ottavo posto nel concorso a squadre.
Ai Giochi del Mediterraneo di Latakia 1987 ha vinto l'oro nel cavallo con maniglie e nel concorso a squadre.
Ha fatto parte della spedizione italiana, capitanata da Pietro Mennea, ai Giochi olimpici di Seul 1988, dove si è piazzato ottavo in classifica nel concorso generale individuale.
Ai Campionati d'Europa  di Oslo 1985 si è piazzato settimo nella finale alle parallele 

## Palmarès
- Giochi del Mediterraneo

Casablanca 1983: oro nel cavallo con maniglie; argento nel concorso a squadre; bronzo nel corpo libero;
Latakia 1987: oro nel cavallo con maniglie; oro nel concorso a squadre;
Roma 1987 Coppa Europa : oro al volteggio

### Titoli nazionali
- Campionati italiani assoluti di ginnastica artistica: 3 titoli all around;

Mestre 1982:  Campione italiano assoluto;
Udine 1984:  Campione italiano assoluto;
Villasanta 1985:  Campione italiano assoluto;